# 바스테트
바스테트(Bast, Ubasti, Baset, Bastet)는 고대 이집트 신화에 등장하는 다산과 풍요의 여신이다. 고양이의 모습을 하고 있다.
- 마트
- 라
- 이시스